# 雙十路
雙十路為台灣臺中市重要道路之一，行經臺中市重要的文教區域。大致呈南北向，共分兩段：由南自建國路、南京路、光復路口起，至臺中一中所處之育才街口為一段；續往北至三民路、健行路與北屯路三叉路口為二段。

## 行經行政區域
（由南至北）
- 中區
- 東區
- 北區

（雙十路一段為中區、東區的區界）

## 車道配置
- 建國路－精武路段：雙向六車道並設置中央綠化安全島
- 精武路－太平路段：雙向六車道但取消中央安全島
- 太平路－北屯路：雙向四車道

## 本道路客運
臺中市公車
- 台中客運： 29、33、35、41、57、71、88、131、142、163
- 豐原客運：55、270、271、276、277、280、285、286、288、289
- 仁友客運：21、30、45、105
- 統聯客運：18、50、56、59、61、73、75、81、83、86、159
- 中台灣客運：1、25、31、37、125
- 全航客運：5、58、65、158
- 豐榮客運：40、48
- 東南客運：7、67
- 聯營：台中客運、豐原客運、全航客運 : 12、藍2

公路客運
- 全航客運：6268
- 總達客運：6322、6333

## 沿線設施

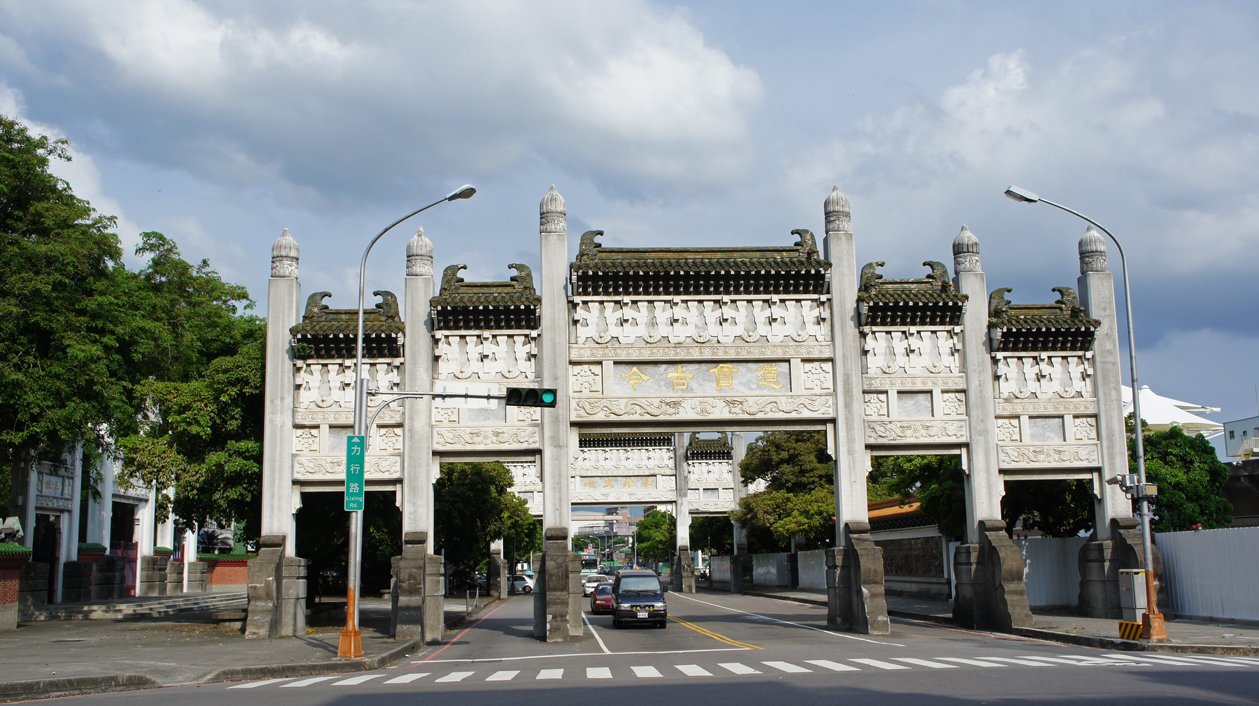
面對雙十路的臺中市孔廟牌坊
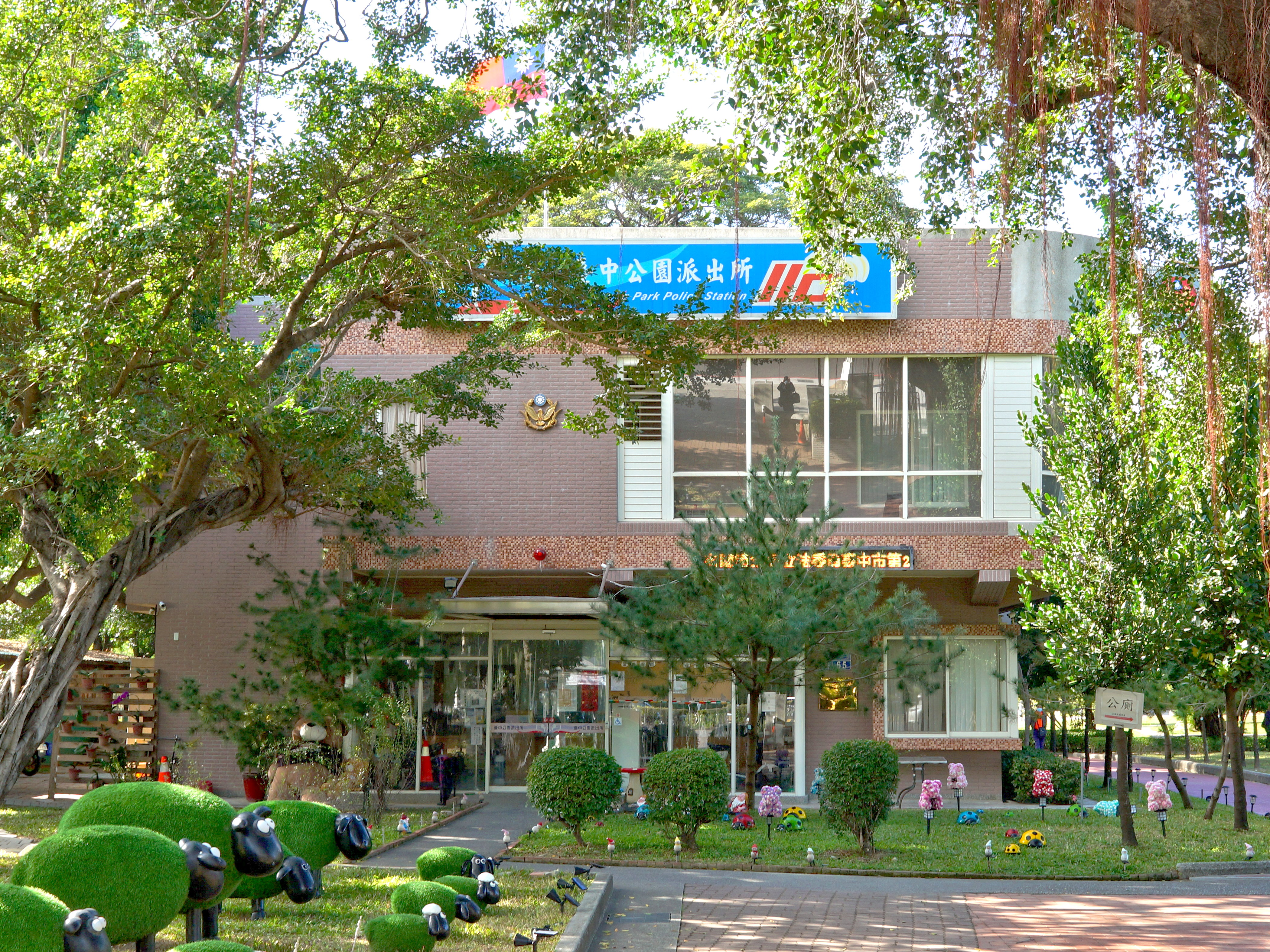
面對雙十路的臺中公園派出所

（由南至北）
| | |
| （往南接建國路 (台中市)） 一段 - 綠川 - 干城重劃區 公園路、公園東路 - 日曜天地OutletSUNSHINE - 臺中公園快捷假日飯店Holiday Inn Express （页面存档备份，存于） 自由路二、三段 - 瑞成書局 - 臺中公園 - 臺中市政府警察局第二分局臺中公園派出所 - 中興堂（由國立臺灣體育大學管理） - 尚武段社會住宅 精武路 - 國立臺灣體育運動大學游泳池 - 一中商圈 - 文英館（由國立臺灣體育大學管理） - 維他露基金會 （页面存档备份，存于） - 宮原武熊宅邸 - 國立臺灣體育運動大學（內有國立臺中棒球場） 育才街 | 二段 - 臺中市立臺中第一高級中等學校 - 台灣自來水公司（總部、第四區管理處） - 國立臺灣體育運動大學田徑場（臺中體育場） - 台安醫院雙十院區 - 臺中市忠烈祠牌樓大門 - 臺中市孔廟 - 莒光新城 - 興進園道 - 中華郵政雙十路郵局 - 臺中市私立育仁國民小學 三民路三段、北屯路 |